# ノゾミ (アニメポケットモンスター)
ノゾミは、任天堂のゲームソフト『ポケットモンスター』シリーズを原作とするアニメ『ポケットモンスター』シリーズに登場する架空の人物。声優は早水リサ。

## プロフィール
- 出身地：シンオウ地方・キッサキシティ
- 職業：ポケモンコーディネーター
- 登場時期[1]：DP・MV
- グランドフェスティバルでの戦績
  - シンオウ：優勝

## 各国の日本国外名
- 英語：Zoey
- 韓国語：ソマン(ハングル：소망)

## 人物
DP11話から登場したポケモンコーディネーターの少女。一人称は「あたし」。ポケモンを出す時の台詞は「○○!レディーゴー!」。ロケット団からは「グラサンガール」と呼ばれている。
レギュラーキャラクター以外で次回予告を務めたキャラクター。映画『幻影の覇者 ゾロアーク』では、エンディングで僅かに登場。

### 性格・特徴
サバサバとした姉御肌で面倒見がよく、知人・友人に対する悪口は絶対許さない。
向上心の強い努力家であり、ポケモンコンテストの練習にも余念がない。常にノートパソコンを持ち歩き、コンテストの最新情報をチェックしている。
ボーイッシュな容姿のためか、コンテストに出場する際は男装をすることが多い。

### 対人関係
サトシやハルカの主なライバルキャラクター達とは対照的に、初対面からヒカリに友好的で、ヒカリから「お姉さん」のような存在と慕われており、サトシからも良い奴と評されている。一方でヨスガ大会でヒカリが天狗になっていたことや、ズイ大会で技ばかり磨きをかけて、主役のポケモンを見出してないことに関しては厳しく指摘している。サトシのことは「変わり者」と捉えているが、彼に対しても基本的には友好的である。
キッサキシティのジムリーダーであるスズナはトレーナーズスクール時代の先輩で、現在でも彼女のことは「スズナ先輩」と呼び慕っている。
幼少時代、スズナと「バトルかコンテストのどちらか一本に絞って頂点に立つ」という約束をしたことがあり、このことから目標に中途半端で「どっちつかず」なトレーナーが遊んでいるように見えてしまい嫌っていた。このため、誤解であるが「ジム戦前に勢いを付けるためにコンテストに参加した」と言ったサトシに対しては厳しい態度を取り、ジムとコンテストの両制覇を目指すナオシに対してもやや軽蔑的な態度を取っていた。しかし、ナオシに敗れたことやスズナから「やりすぎ」と言われたこともあってか、後に考えを改め、ジムとコンテストの両方を極める意味も理解し、ミクリカップ開催前日にサトシに以前の態度について謝罪している。

## 略歴
ヒカリとはコトブキ大会で落し物を届けたことをきっかけで知り合いになった。
DP155話でヒカリよりも先にコンテストリボンを5つゲットし、グランドフェスティバル出場資格を得ている。
グランドフェスティバルではヒカリと最初に戦った時の約束通り、ファイナルにてニャルマーとエルレイドで対決。お互い一歩も譲らない戦いを繰り広げ、最後は僅差で勝利。トップコーディネーターの仲間入りを果たした。
優勝後、スズナが祝勝会を開くためにキッサキシティに向かっており、その際にヒカリも誘っているが、サトシのシンオウリーグを見届けたいヒカリの気持ちにも気付いており、快く送り出した。

## ノゾミのポケモン

### ニャルマー
ニャルマー
声 - 大谷育江
登場時期：DP
DP11話から登場。元々は捨てられていたポケモンで、トレーナーズスクールに通っていた頃のノゾミに拾われる。ノゾミの家では飼うことができなかったため、スクールの小屋で育てられることになった。担任の先生に見つかった時はスズナの説得によりスズナとノゾミの二人で世話をすることになり、その後ノゾミの初めてのパートナーポケモンとなった。
素早さが高く、相手の技を「シャドークロー」や「アイアンテール」で受け止めつつ、スピードを生かした連続攻撃をするのが得意。
使用技は「アイアンテール」、「シャドークロー」、「10まんボルト」、「でんげきは」、「ねこだまし」。

### ムウマージ
ムウマ→ムウマージ
声 - 林原めぐみ
登場時期：DP
DP11話から登場。ゴーストタイプであることを生かしたトリッキーな戦法を使う。
シンオウグランドフェスティバル時にはムウマージに進化しており、セミファイナルでリーフィアとのコンビでナオシと対戦し、勝利している。
使用技は「かげぶんしん」、「おまじない」、「でんげきは」、「サイコウェーブ」。

### トリトドン
カラナクシ→トリトドン
声 - 林原めぐみ
登場時期：DP
DP41話から登場。西の海の個体。人見知りが激しく甘えん坊な性格。
シンオウグランドフェスティバル時にはトリトドンへと進化。1次審査でネオラントとコンビを組み、ノゾミを2次審査へと導いた。
使用技は「どろばくだん」、「めざめるパワー」、「ふぶき」、「みずのはどう」。

### ネオラント
ケイコウオ→ネオラント
登場時期：DP
DP77話から登場。ミクリカップの1次審査では華麗な泳ぎと優雅な技でアピールする。
シンオウグランドフェスティバル時にはネオラントに進化し、ミクリカップと同じく1次審査で登場。トリトドンとコンビを組み、ノゾミを2次審査へと導いた。
使用技は「ぎんいろのかぜ」、「しんぴのまもり」、「たきのぼり」、「アクアリング」。

### エルレイド
キルリア→エルレイド
声 - 雪野五月
性別：♂
登場時期：DP
DP155話から登場。リーフィアとコンビを組み、ヒカリの「フレイムアイス」の特訓に協力する。シンオウグランドフェスティバル時ではエルレイドに進化して登場。決勝戦で活躍し、ニャルマーとのダブルパフォーマンスでヒカリを破った。
現在の使用技は「サイコカッター」、「しんくうは」、「シグナルビーム」、「つるぎのまい」。進化前は「マジカルリーフ」や「サイコキネシス」も使用。

### リーフィア
リーフィア
声 - 西村ちなみ
登場時期：DP
DP155話から登場。訓練中のポケモンとして使用。キルリアとダブルで「マジカルリーフ」を使うコンビネーションを見せる。キルリアとコンビを組み、ヒカリの「フレイムアイス」の特訓に協力する。
シンオウグランドフェスティバルではセミファイナルでムウマージとコンビを組んでナオシと対戦、見事勝利している。
使用技は「リーフブレード」、「エナジーボール」、「かげぶんしん」、「つばめがえし」。